# El primer beso (Bouguereau)
El primer beso es el nombre más conocido de la pintura original titulada realmente L'Amour et Psyché, enfants (en francés Cupido y Psique, infantes) obra del francés, William-Adolphe Bouguereau, que fue realizada en 1890, al óleo, en 119 cm por 71 cm. Representa el primer beso entre Cupido y Psique, la pintura fue erróneamente catalogada por un sitio web bajo el nombre de El primer beso 1873, un error que le otorgó su nombre más conocido en la actualidad como El primer beso.

## Descripción
Los personajes de Cupido y Psique se encuentran en un lienzo largo y vertical. Están representados como niños en lugar de adultos, casi bebés, y están completamente desnudos. Cupido coloca una pierna en una nube para mantener el equilibrio y de manera similar equilibra el marco. Bouguereau atrapa a Cupido y Psique en una inhalación de aire, colocando un ligero beso en la mejilla de Psique, mientras se abrazan afectuosamente. Su mano casi empuja a Cupido, y mira hacia abajo y lejos de él. La tela azul flota detrás de ellos y sobre las nubes circundantes. La atención se centra en los sujetos, que están por encima del reino terrenal y juegan con gracia en el cielo.
El estilo en el que Bouguereau elige pintar a los niños es articulado y significativo. Su carne blanca es luminosa y rosada, símbolo de su pureza. Las alas brotan delicadamente de sus hombros. Bouguereau invoca elementos caprichosos de la infancia y el amor juvenil mediante el uso de tonos pasteles y pinceladas suaves y aterciopeladas. La pintura es principalmente azul, un color poco común para la representación de una historia de amor. Al no utilizar rosas y rojos, el pintor se aleja del tema del amor prohibido y se dirige a la idea del amor joven. Los colores son frescos y nítidos. Bouguereau se encarga de retratar con precisión la gordura de Cupido y Psique. La pintura está llena de textura por las telas claras, los suaves cabellos dorados y la suavidad de su piel.

## Obras relacionadas
William-Adolphe Bouguereau, quien fue muy inspirado por el tema de Cupido y Psique realizó otras obras destacadas sobre el tema, con los protagonistas ya con su aspecto habitual como jóvenes:

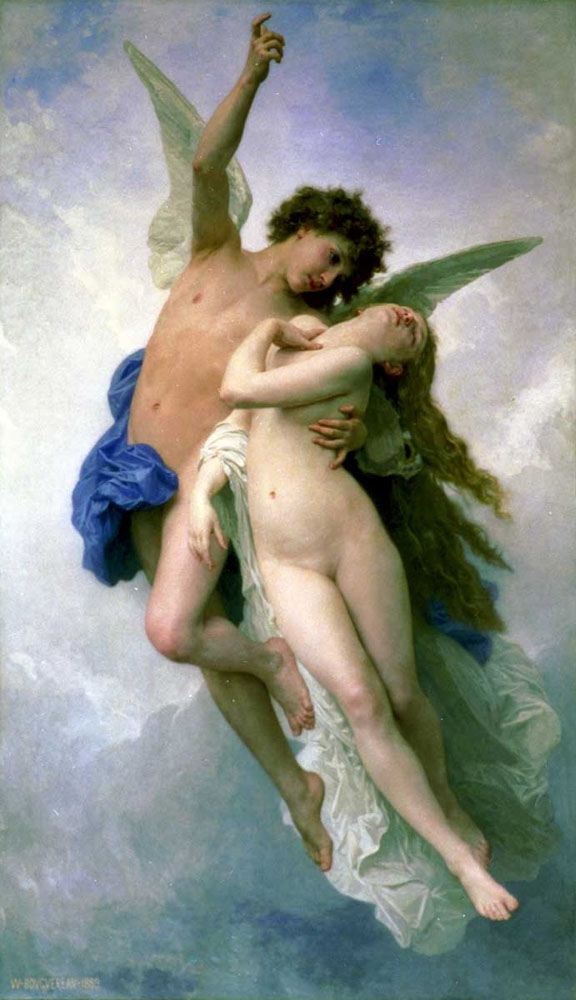
Psique y Cupido (1889)
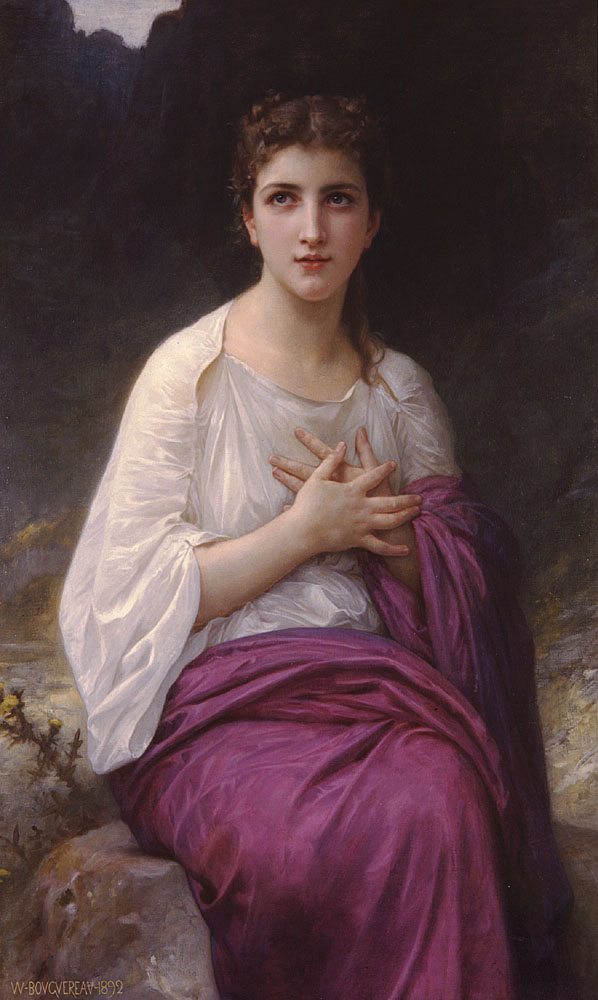
Psique (1892)
El rapto de Psique (1895)